# 穴居蔓蛇鰻
穴居蔓蛇鰻，為輻鰭魚綱鰻鱺目糯鰻亞目蛇鰻科的其中一種，分布於中東太平洋的加利福尼亞灣海域，棲息深度可達40公尺，體長可達55公分，棲息在沙底質海域，屬肉食性，生活習性不明。